# 電極電位
電気化学において、電極電位（でんきょくでんい、英: electrode potential）とは、ある電極と基準電極が成すガルバニ電池の起電力をいう。慣習的に、基準電極としては標準水素電極が用いられる。定義より、基準電極の電極電位は0 Vである。
電極電位は、電極・電解質間の界面に生じる電位差に起因する。M+/M酸化還元対の電極電位が最も一般的な例として挙げられる。

## 原因と解釈
電極電位は、界面を通過する荷電化学種の移動、界面へのイオンの特異的吸着、溶媒など極性分子の特異的吸着および分子配向を原因として電極と電解質の間の界面にあらわれる。
化学電池におけるアノードとカソードはそれぞれ独立に特定の電極電位をもち、それらの差が電池の電位差ΔVcellとしてあらわれる。
ΔVcell =  Ecathode − Eanode
作用電極が平衡状態にある場合の電極電位は「可逆電極電位」もしくは「平衡電極電位」、作用電極は平衡状態になくなんらかの反応は起こっているが、正味として電流が流れていない場合の電極電位は「混成電位」もしくは「腐食電位」と呼ばれる。平衡電極電位の測定値を標準状態に外挿することにより、特定の電気活性種の標準電極電位に変換することもある。
作用電極が非平衡状態にあり、非零の正味電流が流れている場合（ガルバニック腐食やボルタンメトリーなどはこの場合にあたる）の電極電位と可逆電位との間の差は過電圧と呼ばれ、接触するそれぞれの物質相の性質と組成、および界面における電極反応の速度論に依存して決まる（バトラー・ボルマー式も参照）。
標準水素電極との電位差を用いて電極電位を定義することは、理想溶液中の標準水素電極は「いかなる温度においてもゼロ」と定義することと等価であり、したがって水素イオンの標準生成エンタルピーも「いかなる温度においてもゼロ」であることを含意する。

## 計測法

電極電位測定用の3電極系

測定は通常、図に示すような3電極系を用いて行われる。
1. 作用電極
2. 対極（英語版）
3. 基準電極

作用電極に流れる正味電流が非零の状態における電極電位を測定する際には、ルギン管を用いるなどして作用電極の表面近くに基準電極を配置したり、十分に導電率の高い支持電解質を用いるなどして、電解質中を電流が流れることに起因するオーミックな電圧降下を最小限に抑えることが重要である。電位測定は、作用電極と基準電極との間に電圧計を接続して測定する。

## 符号に関する規約
歴史的経緯により、電極電位の符号に関して2つの規約が存在する。 
1. 「ネルンスト・ルイス・ラティマー（英語版）」規約（「アメリカ」規約とも）
2. 「ギブズ・オストワルド・ストックホルム」規約（「ヨーロッパ」規約とも）

1953年にストックホルムで開かれた会議にて、IUPACはどちらの規約も許容されることを定めた。ただし、後者に従って表現された大きさのみを「電極電位」と呼ぶことを全会一致で推奨した。あいまいさを排除したい場合、後者に従って測定された電極電位を特に「ギブズ・ストックホルム電極電位」と呼ぶこともある。どちらの規約も、標準水素電極は0 Vの電位を持つよう定義されている。還元反応として半反応式を書いた場合、両者は同じ符号を与える。
両者の主な違いは規則の主な違いは、半反応式の左辺と右辺を反転して書いた場合、前者に従えば符号が反転するが、後者に従えば符号は変化しないという点である。符号を反転させる論拠は、反応ギブズエネルギーΔG = −nFEの符号との整合性を保つことである。ここで、nは半反応に関与する電子数、Eは前者の規約に従って定めた電極電位、Fはファラデー定数であり、標準水素電極の半反応式と釣り合いをとると考える。反応が逆に書かれるとΔGの符号は反転するが、前者にしたがえばΔG = −nFEは両辺の符号が反転し依然として成り立つ。一方、後者に従えば電極電位の符号は電位差の静電的符号と一致する。